# Sumatra
Sumatra je otok v zahodni Indoneziji. Je najzahodnejši od skupine tako imenovanih Sundskih otokov. S površino približno 470.000 km2 je največji v celoti indonezijski otok (Borneo in Nova Gvineja, ki sta večja, sta samo delno indonezijska) in šesti največji otok na svetu.